# Carlos Gallo
Carlos Roberto Gallo (Vinhedo, Brasil, 4 de marzo de 1956), más conocido como Carlos, es un exjugador y exentrenador de fútbol brasileño. En su etapa como jugador profesional se desempeñaba como guardameta.

## Selección nacional
Fue internacional con la selección de fútbol de Brasil en 37 ocasiones. Formó parte de la selección que obtuvo el tercer lugar en la Copa del Mundo de 1978, pese a no haber jugado ningún partido durante el torneo.

### Participaciones en Copas del Mundo
| Mundial                        | Sede      | Resultado        | Partidos | Goles |
| ------------------------------ | --------- | ---------------- | -------- | ----- |
| Copa Mundial de Fútbol de 1978 | Argentina | Tercer lugar     | 0        | 0     |
| Copa Mundial de Fútbol de 1982 | España    | Segunda fase     | 0        | 0     |
| Copa Mundial de Fútbol de 1986 | México    | Cuartos de final | 5        | 0     |

### Participaciones en Juegos Olímpicos
| Olimpiada                         | Sede   | Resultado    | Partidos | Goles |
| --------------------------------- | ------ | ------------ | -------- | ----- |
| Juegos Olímpicos de Montreal 1976 | Canadá | Cuarto lugar | 5        | 0     |

### Participaciones en Copas América
| Copa              | Sede          | Resultado        |
| ----------------- | ------------- | ---------------- |
| Copa América 1979 | Sin sede fija | Tercer lugar     |
| Copa América 1987 | Argentina     | Fase de grupos   |
| Copa América 1993 | Ecuador       | Cuartos de final |

## Clubes

### Como jugador
| Club             | País    | Año       |
| ---------------- | ------- | --------- |
| Ponte Preta      | Brasil  | 1974-1983 |
| Corinthians      | Brasil  | 1984-1988 |
| Malatyaspor      | Turquía | 1988-1990 |
| Atlético Mineiro | Brasil  | 1990-1991 |
| Guarani          | Brasil  | 1991      |
| Palmeiras        | Brasil  | 1992      |
| Portuguesa       | Brasil  | 1993      |

### Como entrenador
| Club                                         | País   | Año       |
| -------------------------------------------- | ------ | --------- |
| Campo Grande                                 | Brasil | ¿-?       |
| Ponte Preta (entrenador de porteros)         | Brasil | 2007-2011 |
| São Paulo (juvenil) (entrenador de porteros) | Brasil | 2012-2015 |
| São Paulo (entrenador de porteros)           | Brasil | 2015-2016 |

## Palmarés

### Como jugador

#### Campeonatos regionales
| Título              | Club             | País   | Año  |
| ------------------- | ---------------- | ------ | ---- |
| Campeonato Paulista | Corinthians      | Brasil | 1988 |
| Campeonato Mineiro  | Atlético Mineiro | Brasil | 1991 |

#### Copas internacionales
| Título                                                         | Selección     | Sede             | Año  |
| -------------------------------------------------------------- | ------------- | ---------------- | ---- |
| Oro en los Juegos Panamericanos (título compartido con México) | Brasil sub-22 | Ciudad de México | 1975 |
| Torneo Preolímpico Sudamericano Sub-23                         | Brasil sub-23 | Brasil           | 1976 |

#### Distinciones individuales
| Distinción    | Año  |
| ------------- | ---- |
| Bola de Prata | 1980 |
| Bola de Prata | 1982 |

### Como entrenador de porteros

#### Campeonatos regionales
| Título                           | Club        | País   | Año  |
| -------------------------------- | ----------- | ------ | ---- |
| Campeonato Paulista del Interior | Ponte Preta | Brasil | 2009 |